# Ljustjärnen (Sundborns socken, Dalarna)
Ljustjärnen är en sjö i Falu kommun i Dalarna och ingår i Gavleåns huvudavrinningsområde. Sjöns area är 0,019 kvadratkilometer och den befinner sig 256 meter över havet.